# Municipio de Byrd (Ohio)
El municipio de Byrd (en inglés: Byrd Township) es un municipio ubicado en el condado de Brown en el estado estadounidense de Ohio. En el año 2010 tenía una población de 739 habitantes y una densidad poblacional de 11,27 personas por km².

## Geografía
El municipio de Byrd se encuentra ubicado en las coordenadas 38°48′24″N 83°43′49″O / 38.80667, -83.73028. Según la Oficina del Censo de los Estados Unidos, el municipio tiene una superficie total de 65.56 km², de la cual 65,54 km² corresponden a tierra firme y (0,02 %) 0,02 km² es agua.

## Demografía
Según el censo de 2010, había 739 personas residiendo en el municipio de Byrd. La densidad de población era de 11,27 hab./km². De los 739 habitantes, el municipio de Byrd estaba compuesto por el 98,11 % blancos, el 0,54 % eran afroamericanos, el 0,14 % eran asiáticos, el 0,54 % eran de otras razas y el 0,68 % eran de una mezcla de razas. Del total de la población el 1,08 % eran hispanos o latinos de cualquier raza.